# Turbomachine
Ne doit pas être confondu avec Turbomoteur.
Une turbomachine est un mécanisme dans laquelle a lieu un transfert d'énergie entre une partie tournante (un rotor) et un fluide. 

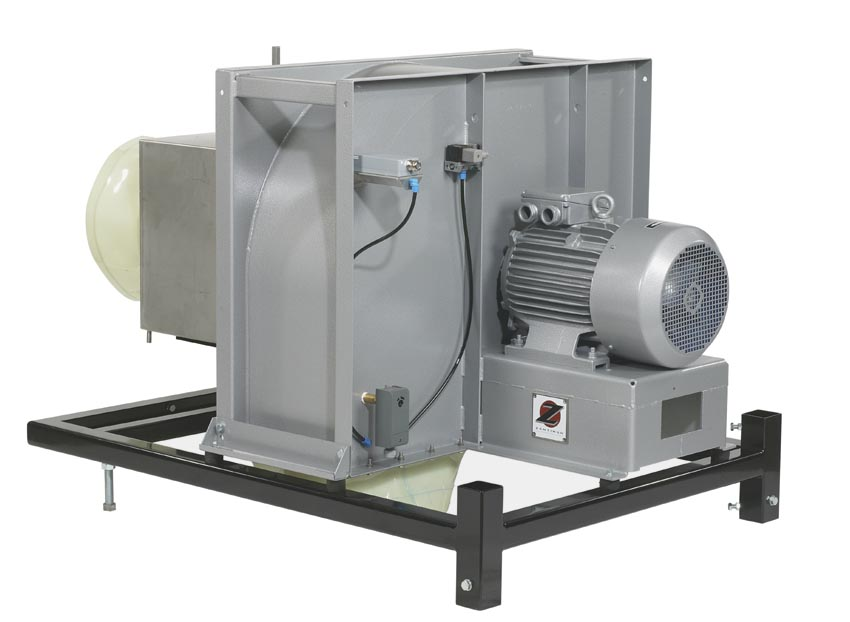
Zantingh CO2 2004 Retour.

## Types
On distingue généralement les turbomachines suivant que l'énergie est transférée du fluide vers le rotor ou l'inverse :
- machines réceptrices : ce sont des machines dans lesquelles l'échange d'énergie se fait depuis le fluide vers le rotor : turbines à gaz, turbines hydrauliques, turbine d'expansion, éoliennes, etc. ;
- machines génératrices : ce sont des machines dans lesquelles l'échange d'énergie se fait depuis le rotor vers le fluide : pompes (pompes centrifuges ou axiales), compresseurs (compresseurs centrifuges ou axiaux), ventilateurs, etc.

Un autre classement est fait suivant les caractéristiques du fluide : 
- si le fluide est un liquide (donc incompressible) qui acquiert de l'énergie, on parle de pompe ;
- si le fluide est un liquide qui cède son énergie potentielle, on parle de turbine hydraulique ;
- si le fluide est un gaz qui n'est pas comprimé lors de son passage dans la machine, on parle de ventilateur ;
- si le fluide est un gaz comprimé lors de son passage dans la machine, on parle de compresseur ;
- si le fluide est un gaz détendu lors de son passage dans la machine, on parle de turbine.

## Utilisation
Une turbomachine est très souvent couplée à une autre machine. Un moteur fournit de l'énergie mécanique à une machine réceptrice. Une génératrice électrique transforme l'énergie mécanique fournie par la turbomachine génératrice.
Par exemple pour une centrale hydroélectrique, la turbomachine génératrice (turbine hydraulique) est reliée par un arbre à une génératrice synchrone qui produit de l’électricité. Les turbopompes et les turbocompresseurs associent deux turbomachines montées sur le même arbre : l'une réceptrice (une turbine) et l'autre génératrice (une pompe ou un compresseur), la turbine servant à entraîner l'autre machine.
Dans un moulin à vent, l'énergie mécanique est utilisée directement, il n'y a pas de deuxième transformation de l'énergie.

### En aéronautique
La plupart des moteurs aéronautiques sont des turbomachines, tels que :
- les turboréacteurs : équipant les avions de chasse, avec des réacteurs avec ou sans postcombustion et des avions de ligne aujourd'hui souvent équipés de réacteurs double-flux plus économes ;
- les turbopropulseurs : utilisés pour les avions ne nécessitant pas une grande vitesse (moins de 800 km/h), le turbopropulseur est la solution retenue la plupart du temps ;
- les turbomoteurs : utilisés lorsque l'on a besoin d'un bon rapport poids/puissance comme dans le cas des hélicoptères ou des APU utilisés dans les avions.

Ces turbomachines nécessitent des huiles de graissage très particulières pour leur usage.

### Dans le domaine de l'énergie

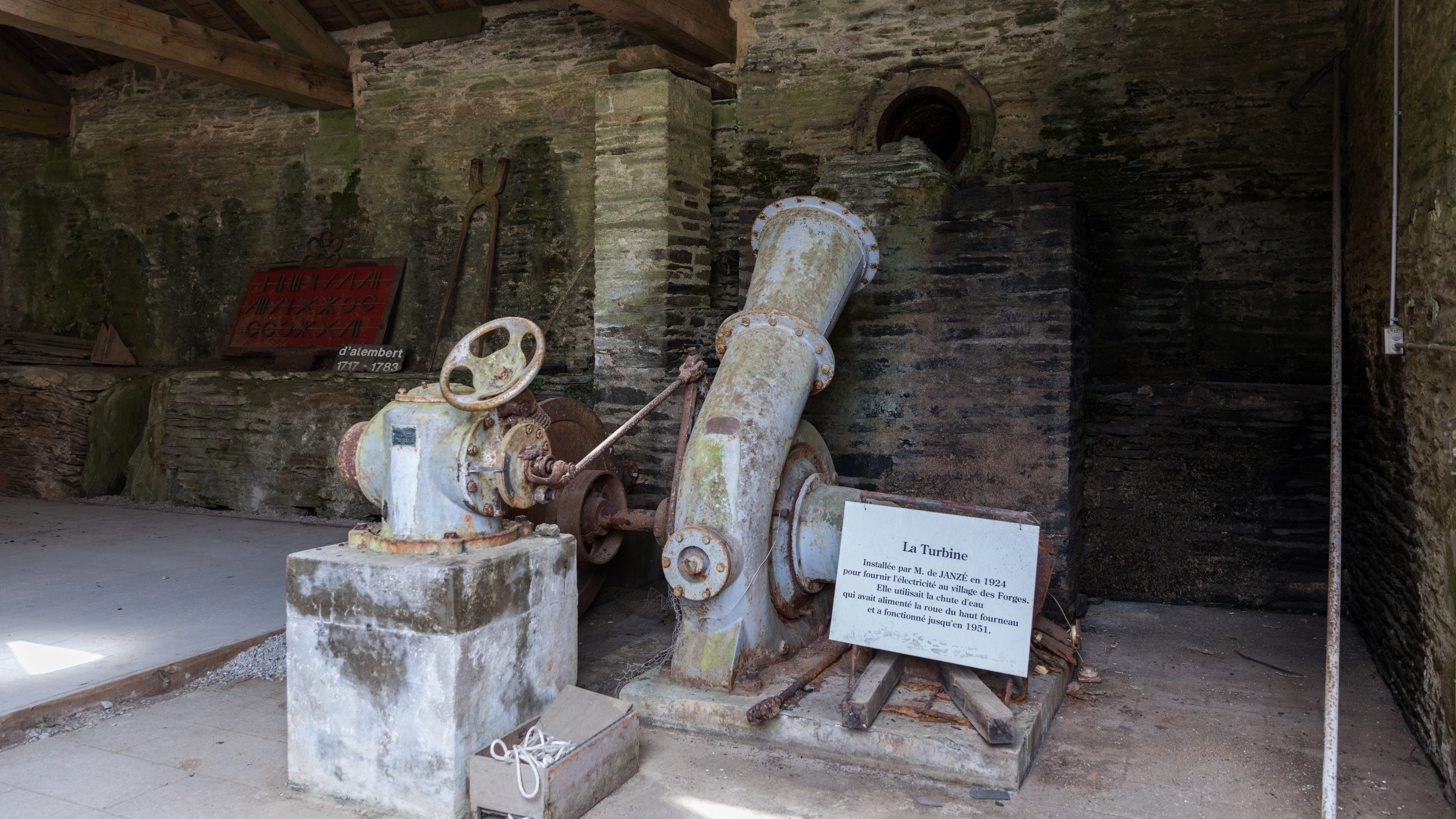
Ancienne turbine hydraulique destinée à la production d'électricité, Bretagne, les forges des Salles.

Les turbomachines sont utilisés pour la production d'électricité : turbines à gaz,  turbines hydrauliques, turbines à vapeur, turbine d'expansion, éoliennes.
Lorsque la turbomachine récupère de l'énergie du fluide, elle est appelée turbine. Le type de turbine utilisée dépend des caractéristiques du fluide (état physique, pression, vitesse, densité, etc) et des conditions d'opération (puissance de l’installation, orientation de la turbine, par exemple).
L'orientation du flux par rapport à l'axe de rotation permet de distinguer trois types de machines :
- le flux est perpendiculaire à l'axe de rotation. On parle de machine radiale, exemple : turbine Francis ;
- le flux est parallèle à l'axe de rotation. On parle de machine axiale, exemple : pales d'éolienne ;
- la machine mixte est un mix des deux catégories précédentes.

La forme générale de la turbine, en particulier celle des pales, est imposée par le type de turbine.